# Archidendron brevicalyx
Archidendron brevicalyx är en ärtväxtart som beskrevs av Hermann August Theodor Harms. Archidendron brevicalyx ingår i släktet Archidendron och familjen ärtväxter. Inga underarter finns listade i Catalogue of Life.